# Jorge Marchesini
Jorge Marchesini (Lomas de Zamora, Buenos Aires, Argentina; 8 de enero de 1931 - Ibídem; 6 de mayo de 2012) fue un actor cómico y animador argentino con una amplia trayectoria en el medio artístico.

## Carrera
Marchesini fue un destacado actor cómico y humorista con una enorme incursión en el medio radial, teatral y fílmico. Trabajó con primeras figuras como Floren Delbene, Zulma Faiad, Alberto Argibay, Luis Aguilé, Sandro, Osvaldo Pacheco, Fidel Pintos, Mariquita Gallegos, Augusto Codecá, entre muchos otros.
Se hizo muy popular al formar un trío artístico creado por Délfor Dicásolo a fines del '56 llamado Los tres, junto a Carlitos Balá y Alberto Locati, presentados por Cacho Fontana, actuando no solo en televisión sino también en LR1 Radio El Mundo conducido por Antonio Carrizo y LR4 Radio Splendid. En 1959 firman un contrato pare formar parte del programa llamado Show de Andy Russell emitido por Canal 7. Con ese grupo también protagonizó ¡Que plato!. El grupo se diluyó a fines de los 60´s.
En la pantalla chica tuvo la posibilidad de mostrar no solo sus ya conocidos dotes actorales sino también su talento como conductor televisivo, presentando a ilustres figuras como Raúl Lavié, el Chango Nieto y Nélida Lobato. Condujo por largo tiempo la famosa "Fiesta de los pescadores".

## Radio
- 1946 - 1963: El Relámpago, con Nelly Beltrán, Raúl Rossi, Hilda Viñas y gran elenco.
- 1950: La familia Rampullet, junto con Tomás Simari, Nelly Beltrán, Hilda Viñas, entre otros.[3]
- 1952: La Revista Dislocada
- 1956: Los Tres
- 1960 y 1961: Programa especial en Radio Atlántica, cuyo autor era Héctor Gagliardi

## Televisión
- 1952: La Revista Dislocada, por Canal 7.
- 1956: ¡Qué plato! Los Tres
- 1959: Los tres en apuros
- 1960: La familia Gesa
- 1961: Reunión de amigos
- 1962: Sábados de mar y sierras.
- 1966: Alfonsina Storni (Alfonsina y el mar), un programa folclórico.
- 1967: Sábados Continuados de Antonio Carrizo
- 1980: Para todos, junto con el locutor Ricardo Pérez Bastida.
- 1982: Show especial en vivo para Cultura de Mar del Plata, donde presentó figuras como Raffaella Carrá y  Noemí Barbero. Fue televisado por el Canal 8 de Mar del Plata.
- 1983: Modernísima

## Filmografía
- 1963: La chacota
- 1973: El deseo de vivir
- 1964: Los ratones[4]

## Vida privada
Fue padre de tres hijos: dos de los cuales son de su primer matrimonio. Y con su última esposa también fue padre de una niña.

## Fallecimiento
Jorge Marchesini murió el sábado 6 de mayo de 2012 en Mar del Plata tras sufrir un ACV. Sus últimos meses los pasó en un geriátrico. Sus restos descansan en el cementerio de la Loma. Tenía 81 años.